# Википедија на тајландском језику
Википедија на тајландском језику или Википедија на сијамском језику или Википедија на таи језику (тај. วิกิพีเดียภาษาไทย) је верзија Википедије на тајландском језику односно на сијамском језику, слободне енциклопедије, која данас има 174.000 чланака и заузима на листи Википедија 42. место.